# Verneuil-sur-Vienne
Verneuil-sur-Vienne is een gemeente in het Franse departement Haute-Vienne (regio Nouvelle-Aquitaine) en telt 3521 inwoners (2004). De plaats maakt deel uit van het arrondissement Limoges.

## Geografie
De oppervlakte van Verneuil-sur-Vienne bedraagt 34,5 km², de bevolkingsdichtheid is 102,1 inwoners per km².

## Verkeer en vervoer
In de gemeente ligt spoorwegstation Verneuil-sur-Vienne.
De onderstaande kaart toont de ligging van Verneuil-sur-Vienne met de belangrijkste infrastructuur en aangrenzende gemeenten.

## Demografie
Onderstaande figuur toont het verloop van het inwonertal (bron: INSEE-tellingen).